# Campylocythere laeva
Campylocythere laeva är en kräftdjursart som beskrevs av Edwards 1944. Campylocythere laeva ingår i släktet Campylocythere och familjen Trachyleberididae. Inga underarter finns listade.